# Шакриаба (язык)
Шакриаба (Chakriaba, Chikriaba, Shacriaba, Xakriabá) — мёртвый язык, относящийся к группе же, на котором говорил народ шакриаба, проживающий в штате Минас-Жерайс в Бразилии. В настоящее время народ говорит на португальском языке.
Последний закоренелый носитель языка шакриаба умер в 1864 году.